# 논 (1993년)
논(のん, 1993년 7월 13일 ~ )은 일본의 배우, 패션 모델이다. 본명은 노넨 레나(能年玲奈)다.
효고현 칸자키 군 카미카와 정 출신. 레프로 엔터테인먼트 소속.

## 약력
2006년, 로틴용 패션 잡지 《니콜라》(신초샤)의 모델이었던 아라가키 유이를 동경해, 제10회 니콜라 모델 오디션에 응모해, 그랑프리를 획득.
2010년, 영화 《고백》으로 배우 데뷔.
2013년 2월 8일, 공식 팬클럽 〈쿠루부시.〉를 개설. 동년, NHK 연속 TV 소설 《아마짱》(NHK)의 여주인공·아마노 아키 역에, 오디션으로 1953명 중에서 뽑혔다. 〈도쿄 드라마 어워드 2013〉 주연 여우상, 제78회 더 텔레비전 드라마 아카데미상 주연 여우상, 또 극 중의 대사 〈제제제〉는 2013년 〈신조어·유행어대상〉의 연간 대상을 수상. 12월 31일에 방송된 제64회 NHK 홍백가합전에서는, 홍백 PR 대사를 맡아, 〈아마짱〉 “특별편”으로 “GMT 스페셜 유닛 feat.아메요코 여학원 예능 코스”로 〈달력상으로는 디셈버〉를, 아다치 유이 역을 연기한 하시모토 아이와 “파도소리의 메모리즈”로 〈파도소리의 메모리〉의 1절을, 마지막에는 출연자 전원이서 〈고향에 돌아가자〉를 노래했다.
2014년, 첫 주연 영화 《핫 로드》로 제6회 TAMA 영화상 최우수 신인 여우상을 수상.
2016년 7월부터 예명을 논(일본어: のん)으로 변경해 활동하는 것을 표명.

## 인물
- 낯을 가리는 성격으로, 특기는 그림 그리기, 취미는 기타 연주, 독서, 애니메이션 감상.
- 나카무라 루이나, 스기우라 카나, 미요시 아야카, 무라카미 유리와 사이가 좋다.

## 출연

### 영화
- 고백 (2010년 6월 5일, 토호) - 키리타니 슈카 역
- 동물 사냥법 (2011년 2월 21일, ndjc2010) - 주연·미유키 역
- 아바타 (2011년 4월 30일, 우즈마사) - 오오쿠보 린 역
- 로렉스 아저씨의 비밀 종 (2012년 10월 6일, 토호 토와) - 오드리(더빙) 역
- 까마귀의 엄지 손가락 (2012년 11월 23일, 20세기 폭스/팬텀 필름) - 카와이 마히로 역
- 굿모에비앙! (2012년 12월 15일, 쇼게이트) - 토모 짱 역
- 해바라기~오키나와는 잊지 않는다, 그 날의 하늘을~ (2013년 1월 26일, 영화 센터 전국 연락 회의/고고 비주얼 기획) - 시로마 카나 역
- 핫 로드 (2014년 8월 16일, 쇼치쿠) - 주연·미야이치 카즈키 역
- 해파리 공주 (2014년 12월 27일, 아스믹 에이스) - 주연·쿠라시타 츠키미 역

### 텔레비전 드라마
- 신·경시청 수사 1과 9계 season2 제7화 (2010년 8월 11일, TV 아사히) - 이치노세 미라이 역
- 소중한 것은 전부 네가 가르쳐 주었어 (2011년 1월 17일 ~ 3월 28일, 후지 TV) - 토쿠나가 레나 역
- 고교생 레스토랑 (2011년 5월 7일 ~ 7월 2일, 닛폰 TV) - 미야자와 마호 역
- 괴도 로얄 제6화 (2011년 12월 2일, TBS) - 하토무라 카에데 역
- 열쇠가 잠긴 방 (2012년 4월 16일 ~ 6월 25일, 후지 TV) - 미즈시로 리나 역
- 서머 레스큐~천공의 진료소~ (2012년 7월 8일 ~ 9월 23일, TBS) - 스즈키 마코 역
- 연속 TV 소설 아마짱 (2013년 4월 1일 ~ 9월 28일, NHK) - 주연·아마노 아키 역
  - 아마짱 특별편 (2013년 12월 31일, NHK) ※제64회 NHK 홍백가합전 안에서 생방송 출연
- 기묘한 이야기 '14 봄 특별편 〈공상 소녀〉 (2014년 4월 5일, 후지 TV) - 주연·아사히나 카오루 역

### CM
- NTT 도코모 〈START! DoCoMo 캠페인〉 (2007년 ~ 2008년)
- 오리엔탈 랜드 〈도쿄 디즈니 리조트 캠퍼스 데이 패스포트〉 (2011년)
- 칼피스 〈칼피스 워터〉 (2012년 3월 ~ 2015년 3월)
- 에이 넷 〈Ne-net〉 (2012년 9월 ~ 2014년 1월)
- 아사히 푸드 & 헬스 케어 〈Natureve 과실 Dolce〉 (2013년 10월 ~ 2014년 10월)
- KOSÉ
  - 기업 (2013년 12월 ~ 2014년 12월)
  - 코세 코스메 포트 〈소프티모 내츄새본〉 (2014년 6월 ~ 2015년 9월)
- 캐논 미러리스 카메라 〈EOS M2〉 (2014년 1월 ~ )
- 칸포 생명 기업 (2014년 2월 ~ 2016년 2월)
- JX 닛코 닛세키 에너지 〈ENEOS〉 (2014년 3월 ~ 2015년 3월)
- 스퀘어 에닉스 〈드래건 퀘스트 몬스터즈 수퍼 라이트〉 (2014년 6월 ~ 2015년 9월)
- 파르코 〈PARCO 그란바자르〉 (2014년 12월 ~ 2015년 2월)

### 광고
- 나카노 히로미치 톰보우 학생복 (2008년)
- 선 호세키 〈Fancy Pocket Girls'〉 (2008년) - 전속 모델
- 니센 〈푸치 베리〉 (2008년) - 전속 모델
- 카와이쥬쿠 (2009년)
- 에이 넷 Ne-net 이미지 캐릭터 (2012년)
- 칼피스 칼피스 워터 제11대 CM 캐릭터 (2012년)
- 섬광 라이어트 2012 제*4대째 응원 걸 (2012년)
- 가을 전국 화재 예방 운동 포스터 (2012년)
- 일본 잡지 협회 〈잡지 애독 월간 2013〉 이미지 캐릭터 (2013년 7월 21일 ~ 8월 20일)

### WEB
- nicola© (2009년 4월 10일 ~ 2010년 2월 26일, goomo) - 부정기 출연
- 준코의 수첩 (2012년 4월 13일 ~ 6월 18일, YouTube) - 주연·미즈키 리나 역

### 라디오
- SCHOOL OF LOCK! 〈GIRLS LOCKS!〉 (2012년 4월 23일 ~ 2015년 9월, TOKYO FM) - 제4주째 퍼스낼리티

### PV
- 츄르 〈그 눈동자, 의미 심장〉 (2012년 2월 1일) - PV+CD 자켓

### 그 외
- 제64회 NHK 홍백가합전 〈매일 PR! 홍백〉 (2013년 12월 1일 ~ 12월 31일, NHK) - 홍백 PR 대사
- 핫 로드×ZIP! 〈그녀가 사랑하는 25초 전〉 (2014년 7월 14일 ~ 8월 15일, 닛폰 TV)

## 서적

### 사진집
- NHK 연속 TV 소설 아마짱 노넨 레나 featuring 아마노 아키 완전 보존판 (2013년 8월 27일, NHK 출판) ISBN 978-4-14-081611-0
- 노넨 레나 1st 포토 북 (2014년 7월 31일, 도쿄 뉴스 통신사) ISBN 978-4-08-780727-1

### 캘린더
- 노넨 레나 2013년도 캘린더 (2012년 11월 7일, 트라이엑스)
- 노넨 레나 2014년도 캘린더 (2013년 11월 2일, 트라이엑스)
- 노넨 레나 2015년도 캘린더 (2014년 11월 1일, 트라이엑스)

### 잡지
- 니콜라 (2006년 10월호 ~ 2010년 5월호, 신초샤) - 전속 모델
- B.L.T. (2012년 6월호 ~ 2014년 1월호, 도쿄 뉴스 통신사) - 연재

### 무크
- Ne-net 2012 S/S STYLE BOOK / MOOK (2012년 3월 14일, 매거진 하우스) - 표지 ISBN 978-4-8387-8722-7
- Ne-net 2012-2013 Autumn/Winter Collection (2012년 8월 30일, 쇼덴샤)
- Ne-net 2013 Spring/Summer Collection (2013년 3월 6일, 쇼덴샤)
- Ne-net 2013-2014 Autumn/Winter Collection (2013년 8월 29일, 쇼덴샤)

## 수상
2006년
- 제10회 니콜라 독자 모델 오디션 그랑프리

2012년
- 제37회 호치 영화상 신인상 (《까마귀의 엄지 손가락》)

2013년
- 도쿄 드라마 어워드 2013 주연 여우상 (《아마짱》)
- 제26회 쇼가쿠칸 DIME 트렌드 대상·화제의 인물상
- 제78회 더 텔레비전 드라마 아카데미상 주연 여우상 (《아마짱》)

2014년
- 제38회 엘란도르상 신인상
- 제22회 하시다상 신인상 (《아마짱》)
- 제17회 닛칸 스포츠 드라마 그랑프리 주연 여우상 (《아마짱》)
- 제6회 TAMA 영화상 최우수 신진 여우상 (《핫 로드》)
- 제27회 닛칸 스포츠 영화대상 신인상 (《핫 로드》)
- 제38회 일본 아카데미상 신인 배우상 (《핫 로드》)
- 제31회 아사쿠사 연예대상 신인상